# Rudolf Haym

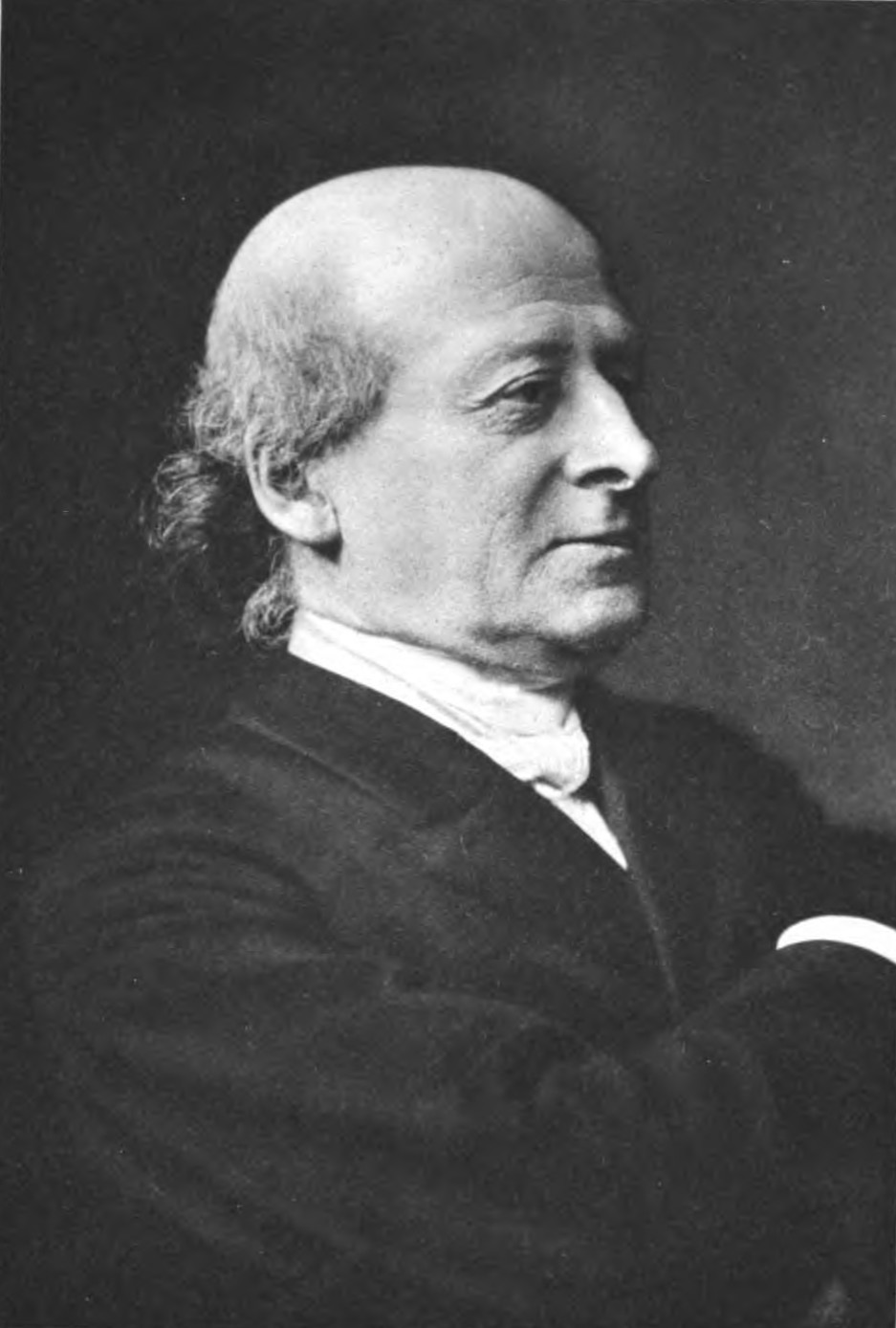
Rudolf Haym

Rudolf Haym (Grünberg, 5 oktober 1821 - Sankt Anton am Arlberg, 27 augustus 1901) was een Duits schrijver en literatuurhistoricus.

## Leven
Rudolf Haym was voor Eisleben afgevaardigde in het eerste Duitse parlement van 1848, het Frankfurter Parlement. In 1860 wordt hij benoemd tot professor in de Duitse literatuur aan de universiteit van Halle. Hij was een politiek aanhanger van Otto von Bismarck.
Zijn belangrijkste werk is Die romantische Schule (1870), waarin Haym een beeld schetst van de culturele wereld van de romantiek. Hij bespreekt tijdperken en vooral ook de figuren van de afzonderlijke kunstenaars en denkers. Hij is er namelijk van overtuigd dat de vooruitgang van de beschaving te danken is aan het werk van belangrijke scheppende kunstenaars. Hij gelooft in tegenstelling tot Hegel niet in de onpersoonlijkheid van de geschiedenis.

## Werken
- 1847: Reden und Redner der ersten preußischen vereinigten Landtages
- 1854: Zur Charakteristik neupreußischer Politik
- 1850: Die deutsche Nationalversammlung, 1848-1850
- 1857: Hegel und seine Zeit
- 1864: Arthur Schopenhauer
- 1870: Die romantische Schule
- 1902: Über mein Leben

- Bibsys: 93004400
- Bibliothèque nationale de France: cb123879521 (data)
- Gemeinsame Normdatei: 118547380
- International Standard Name Identifier: 0000 0001 0917 4523
- Library of Congress Control Number: n90653334
- Nationale Bibliotheek van Letland: 000097844
- Nationale Bibliotheek van Tsjechië: kup20030000036877
- Nationale bibliotheek van Australië: 35792353
- Nationale Bibliotheek van Israël: 987007279768205171
- Nationale Bibliotheek van Polen: a0000003137986
- Nederlandse Thesaurus van Auteursnamen: 070539758
- Système universitaire de documentation: 032463367
- Trove: 1089885
- Virtual International Authority File: 76399384
- WorldCat: E39PBJyh9ThcWCH778y6hHF7pP